# Фару-ду-Алентежу
Фару-ду-Алентежу (порт. Faro do Alentejo; МФА: [ˈfa.ɾu du ɐ.ɫẽ.ˈtɐj.ʒu]) — парафія в Португалії, у муніципалітеті Куба. Розташована в південній частині країни, на теренах історичної португальської провінції Алентежу. Входить до складу округу Бежа. За адміністративним поділом, чинним до 1976 року, терени парафії були складовою провінції Нижнє Алентежу. Належить до Безької діоцезії Католицької церкви. Патрон — Діва Марія. Площа — 44,6751 км². Населення — 591 ос. (2011). Слабо урбанізований регіон. Густота населення — 13,23 осіб/км²
. Код — 020702.

## Населення
| Кількість мешканців | Кількість мешканців | Кількість мешканців | Кількість мешканців | Кількість мешканців | Кількість мешканців | Кількість мешканців | Кількість мешканців | Кількість мешканців | Кількість мешканців | Кількість мешканців | Кількість мешканців | Кількість мешканців | Кількість мешканців | Кількість мешканців |
| ------------------- | ------------------- | ------------------- | ------------------- | ------------------- | ------------------- | ------------------- | ------------------- | ------------------- | ------------------- | ------------------- | ------------------- | ------------------- | ------------------- | ------------------- |
| 1864                | 1878                | 1890                | 1900                | 1911                | 1920                | 1930                | 1940                | 1950                | 1960                | 1970                | 1981                | 1991                | 2001                | 2011                |
| 325                 | 354                 |                     |                     |                     |                     |                     | 767                 | 742                 | 840                 | 720                 | 656                 | 664                 | 621                 | 700                 |